# Cheiracanthium angulitarse
Cheiracanthium angulitarse là một loài nhện trong họ Miturgidae.
Loài này thuộc chi Cheiracanthium. Cheiracanthium angulitarse được Eugène Simon miêu tả năm 1878.